# Euphoria (песма)
 (срп. Еуфорија) хит је песма шведске певачице Лорен издата као трећи сингл са албума .
Лорен је са овом песмом победила на Песми Евровизије 2012. у Бакуу, Азербејџану, са укупно освојених 372 поена у великом финалу. Чак 18 земаља је својих 12 поена дало управо овој песми. Песма је после победе на Евровизији доживела огроман успех, како у државама Европе, тако и у државама Океаније. У домовини Лорин, Шведској, песма се на врховима топ-листа задржала чак 6 недеља и успела је да постане најслушанији сингл те године. У тој земљи је песма продата у скоро 200.000 примерака.

## Песма Евровизије
Лорен је своју песму пријавила на такмичење Мелодифестивален, национално такмичење за избор представника Шведске на Песми Евровизије. У првој рунди такмичења је успешно прошла у финале јер је песма била у прве 2 песме са највише гласова публике. Финале је одржано 10. марта у Глобен арени у Стокхолму. Песму је оцењивало 11 интернационалних жирија из земаља широм Европе али и Швеђани који су своје гласове дали ТВ гласањем. Са укупно 268 комбинованих поена жирија и Шведске публике, Лорен је постала представница ове земље на Песми Евровизије у Бакуу.
Лорен је са песмом Euphoria наступила под бројем 11 у другом полуфиналу 24. маја 2012. Песма је прошла у велико финале. У финалу које је одржано 26. маја песма је са 372 поена победила на такмичењу, док су друго и треће место заузели Русија и Србија. Са овим бројем поена, песма је постала, до тада, друга песма у историји Евровизије са оволиким бројем бодова, иза песме Fairytale Александра Рибака која је освојила 387 поена. Ипак, песма је успела да добије највећи број 12 поена, од чак 18 земаља. Такође од 42 земље учеснице, 40 њих је дало поене Шведској. Једина земља која није дала никакве поене овој земљи јесте била Италија (Шведска није могла да гласа сама за себе).

## Успех након такмичења
Песма је после победе постала веома популарна у Европи. Заузела је прво место топ-листа у земљама као што су Данска, Финска, Немачка, Аустрија, Грчка, Исланд и Швајцарска. Такође песма се пласирала у топ 10 на топ-листама Израела, Румуније и Молдавије. У Уједињеном Краљевству је песма досегла место број 3 на званичној топ-листи, највише место на топ-листи од стране једне небританске евровизијске песме у чак 25 година. Песма се продала у преко 200.000 примерака у Уједињеном Краљевству, у преко 500.000 примерака у Немачкој и у преко 1,000,000 примерака у целој Европи.